# Port lotniczy Sogndal
Port lotniczy Sogndal – krajowy port lotniczy położony w Haukåsen.

## Linie lotnicze i połączenia
| Linia lotnicza | Kierunek                                               |
| -------------- | ------------------------------------------------------ |
| Widerøe        | 1. Bergen 2. Oslo-Gardermoen 3. Sandane 4. Ørsta/Volda |